# STS-84
STS-84 est la dix-neuvième mission de la navette spatiale Atlantis et la huitième du programme russo-américain Shuttle-Mir.

## Équipage
- Commandant : Charles J. Precourt (3)  États-Unis
- Pilote : Eileen M. Collins (2)  États-Unis
- Spécialiste de mission 1 : Carlos I. Noriega (1)  États-Unis
- Spécialiste de mission 2 : Edward T. Lu (1)  États-Unis
- Spécialiste de mission 3 : Jean-François Clervoy (2)  France
- Spécialiste de mission 4 : Elena Kondakova (2)  Russie

Resté à bord de la station Mir :
- Spécialiste de mission 5 : C. Michael Foale (4) Double nationalité :  États-Unis/ Royaume-Uni

De retour de la station Mir :
- Jerry M. Linenger (2)  États-Unis

Le chiffre entre parenthèses indique le nombre de vols spatiaux effectués par l'astronaute au moment de la mission.

## Paramètres de la mission
- Masse :
  - Navette à vide : 105 285 kg
  - Module SPACEHAB : 4 187 kg
  - Dispositif d'amarrage : 1 822 kg
  - Chargement livré à Mir : 3 318 kg
- Périgée : 377 km
- Apogée : 393 km
- Inclinaison : 51,7°
- Période : 92,3 min

### Amarrage à la station Mir
- Début: 17 mai 1997, 02:33:20 UTC
- Fin: 22 mai 1997, 01:03:56 UTC
- Temps d'amarrage: 4 jours, 22 heures, 30 minutes, 56 secondes